# José Hernández Calderón
José Manuel Hernández Calderón (Piura, 27 de agosto de 1948) es un ingeniero agrónomo peruano. Fue Ministro de Agricultura y Riego del Perú entre el 28 de julio de 2016 al 9 de enero de 2018.

## Biografía
Es natural de Santa Clara, Cristo Nos Valga, en Sechura. Hijo de una familia de agricultores prósperos. Cursó su educación primaria en Onza de Oro y Bernal; y la secundaria en el colegio Hermanos Meléndez (La Unión).
Cursó sus estudios superiores  en la Universidad Nacional Agraria La Molina y se recibió de ingeniero agrónomo. Es Magister Scientiae en Economía Agrícola por la misma universidad (1975). Se ha especializado en políticas de desarrollo y planeamiento agrario.
Se ha desenvuelto en la actividad pública y privada y ha sido consultor de organismos internacionales. Fue consultor internacional del Centro de Comercio Internacional de la Organización Mundial de Comercio (CCI/OMC); y de la Oficina de Servicio de Proyectos de Naciones Unidas, Nueva York (UNOPS). También trabajó en consultorías para la Organización de las Naciones Unidas para la Agricultura y la Alimentación (FAO); y la Junta del Acuerdo de Cartagena (JUNAC) en temas agrarios.
En el sector público, fue especialista y subdirector técnico del «Programa de Reestructuración de la Comercialización de Productos Alimenticios» del Ministerio de Alimentación; y asesor externo del Plan MERIS del Ministerio de Agricultura y de EMMASA. Ha sido también consultor de diversas entidades públicas.
En el sector privado, fue gerente general de la Empresa Hidroeléctrica Pucamarca, y de Asesores Técnicos Asociados S.A., así como representante legal y director de diversos consorcios de empresas de ingeniería.
Fue catedrático del Programa de Graduados de la Universidad Nacional Agraria en cursos de Administración y Programación Agrícola, y Mercadotecnia Agrícola Avanzada.
Formó parte de Peruanos Por el Kambio como jefe del Plan Agrario.
En el 2020, fue acusado de ser el intermediario de presuntos sobornos al expresidente, Martín Vizcarra, de empresas pertenecientes al denominado Club de la Construcción, se acogió al beneficio de la colaboración eficaz, y presentó pruebas ante el Ministerio Público.

### Ministro de Agricultura y Riego
El 15 de julio de 2016, el presidente Pedro Pablo Kuczynski lo anunció como su ministro de Estado en el despacho de Agricultura y Riego.
El 28 de julio de 2016, durante la toma de mando, juró su cargo en una ceremonia realizada en el patio de honor del Palacio de Gobierno, al aire libre y a la vista del público.
El 8 de enero de 2018 anunció su salida del Ministerio de Agricultura y Riego. La información fue publicada a través de su cuenta Twitter, donde agradeció al presidente Pedro Pablo Kuczynski por "la oportunidad". Fue un gran placer servir al país y a los agricultores en particular. Mi agradecimiento al presidente Kuczynski por darme la oportunidad de servir a los pequeños agricultores, tantas veces olvidados”, publicó Hernández en las redes sociales.

## Publicaciones
Es autor de diversos libros y documentos técnicos sobre política agraria, agroexportación, comercialización, agroindustria alimentaria y crédito agrícola.
- «Transgénicos: ¿Oportunidades o Peligros? Un Ensayo para la Realidad Peruana»
- «El Agro Camino al Bicentenario»
- «La Agricultura en las Negociaciones del TLC con Estados Unidos»
- «Agroexportación: Estrategias para Lograr Competitividad»
- «Organizaciones Rurales de Comercialización»
- «La Agroindustria Alimentaria en Perú»